# Fotovoltaická elektrárna Dukovany
Fotovoltaická elektrárna Dukovany (původně FVE Mravenečník) byla první česká sluneční elektrárna v České republice s výkonem 10 kW. Sestávala z 200 fotovoltaických panelů o celkové účinné ploše 75 m². V letech 1997–2002 byla součástí komplexu větrných elektráren na hoře Mravenečník. Později byla instalována v areálu jaderné elektrárny Dukovany, kam byla přesunuta z původní lokace kvůli tamnímu řádění vandalů, jako součást jejího informačního střediska. Zde sloužila mimo jiné k demonstračním účelům. Roční produkce elektrické energie se v letech 2004–2010 pohybovala mezi 7 a 8 tis. kWh. V dalších letech se výroba postupně snižovala vlivem poklesu účinnosti modulů a degradace a defektů materiálu, v roce 2014 výroba dosahovala už jen cca 3,5 tis. kWh.